# Montbrehain
Montbrehain és un municipi francès del departament de l'Aisne, als Alts de França`.
Forma part de la Communauté de communes du Pays du Vermandois.

## Administració
Des de 2001, l'alcalde és Gabriel Dirson.

## Demografia
- 1962: 1 121 habitants.
- 1975: 986 habitants.
- 1982: 926 habitants.
- 1990: 898 habitants.
- 1999: 909 habitants.
- 2007: 809 habitants.
- 2008: 800 habitants.[1]

## Llocs i monuments
- Església de Saint-Martin.
- Tres cementiris militars britànics de la Primera Guerra Mundial.

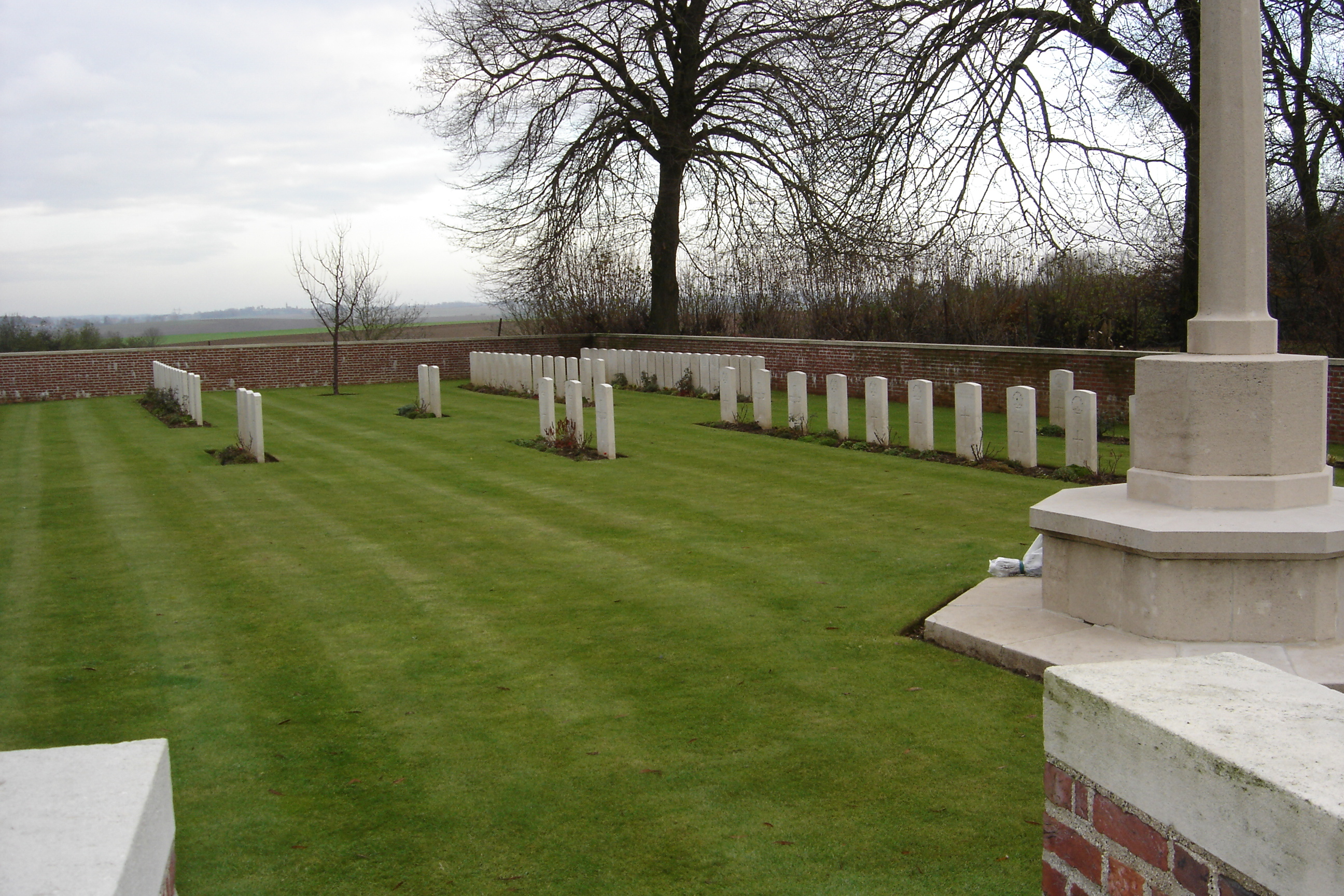
Calvaire Cemetery.

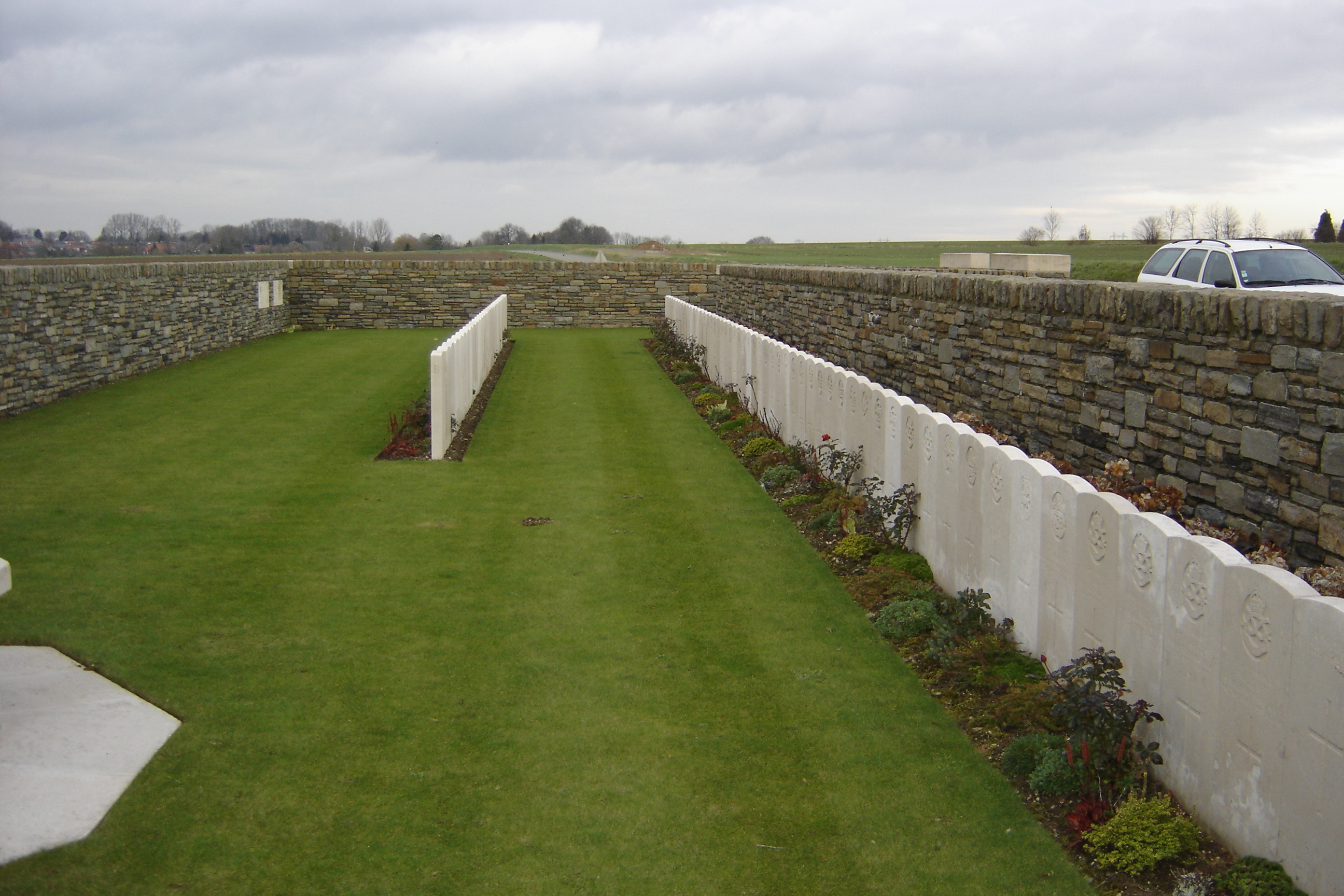
Montbrehain British Cemetery.

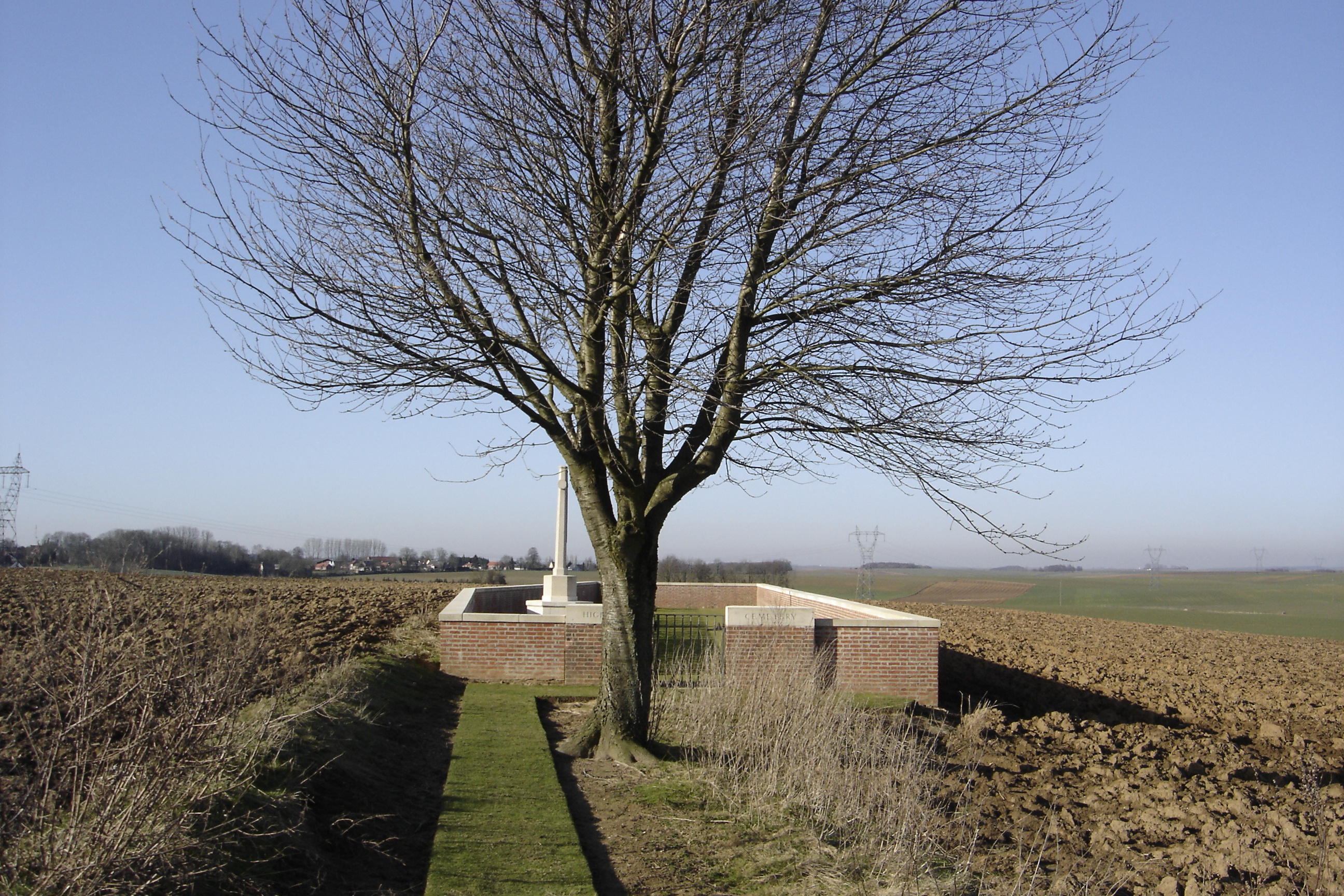
High Tree Cemetery.

## Història
Burg de l'antic Vermandois i intendència d'Amiens. També formà part de la batllia de Saint-Quentin. Avui en dia forma part del Districte de Saint-Quentin i del Bisbat de Soissons. El poble va ésser destruït l'any 406 pels vàndals que van envair la Gàl·lia Belga. El 5 d'octubre de 1918, Montbrehain fou el lloc de l'última intervenció militar australià a la Primera Guerra Mundial. Els habitants de la vil·la van ser deportats pels alemanys com a ostatges quan es retiraven. La defensa del sector fou confiada el 6 d'octubre a les tropes americanes i Montbrehain va esdevenir el quartel general de la 30a Divisió Americana.

## Personalitats lligades al municipi
- Jean de Montbrehain, abat de Mont St. Martin, mort el 1436.[2]
- P.-Fr. Lévêque, militar entrèpid del temps de l'Imperi.[2]